# Pulbere de stele
Pulbere de stele (1951) (titlu original The Stars, Like Dust) este un roman science fiction scris de Isaac Asimov. Cartea face parte din Seria Imperiul Galactic, acțiunea ei petrecându-se înaintea înființării acestuia și chiar înainte ca planeta Trantor să devină importantă.
Contextul istoric al poveștii în cadrul universului asimovian este privit cu mare interes, ținând cont că are loc în lunga perioadă dintre expansiunea inițială în spațiu și ridicarea la putere a Imperiului Trantor. Însă acțiunea principală a romanului se învârte în jurul unei intrigi mărunte care nu rezolvă, de fapt, nimic. Uneori, aceasta este considerată una dintre cărțile mai slabe ale lui Asimov și chiar autorul a catalogat-o drept "pe ultimul loc în clasamentul romanelor preferate." 
Inițial, romanul a fost serializat cu titlul Tyrann, prima ediție broșată fiind redenumită The Rebellious Stars.

## Contextul
Acțiunea cărții se petrece cu mult înaintea celei din O piatră pe cer, deși a fost scrisă un an mai târziu decât aceasta. Planeta Trantor nu este menționată direct, iar radioactivitatea Pământului este explicată printr-un război nuclear despre care nu se dau detalii. Acest lucru intră în contradicție cu cele scrise de Asimov ulterior în Roboții și Imperiul, una dintre explicații fiind aceea că înregistrările istorice s-au deteriorat de-a lungul secolelor. 
Asimov a scris Seria Imperiul Galactic în primii ani ai Războiului Rece, când un al treilea război mondial nuclear părea un viitor realist; acesta avea să ducă la o contaminare radioactivă la nivel global care ar fi fost rememorată în folclor pentru mii de ani. La vremea scrierii romanului Roboții și Imperiul lucrurile stăteau deja altfel. Totuși, deoarece menționase deja în mai multe lucrări contaminarea și abandonarea Pământului, Asimov a păstrat aceste elemente, dar a schimbat cauza războiului nuclear.

## Intriga
Biron Farrill este pe punctul de a-și încheia studiile la Universtitatea Pământului. El află de la Sander Jonti că tatăl său, Fermier de Widemos, a fost arestat și ucis de Tyranni și că propria sa viață este în pericol. La sugestia lui Jonti, el călătorește pe Rhodia, cea mai puternică dintre planetele cucerite. Acolo, el află zvonuri desre o lume pe care se pune la punct o revoltă secretă împotriva Tyrannilor.
Fugind împreună cu Artemisia oth Hinriad, fata Directorului Rhodiei și cu fratele ei, Gilbret, pe o navă tyranniană, Farrell merge pe planeta Lingane. Aceasta nu aparține teritoriului cucerit de Tyranni și menține cu ei "relații de pace".
Acolo, ei îl întâlnesc pe Autarhul din Lingane (care se dovedește a fi Sander Jonti, cel care îl trimisese pe Farrill de pe Pământ pe Rhodia), care pare a ști despre o lume pe care se desfășoară o revoltă. Cu toții călătoresc în inima nebuloasei cap de cal, deoarece cred că doar acolo se poate desfășura o revoltă desre care Tyrannii să nu aibă știință.
Însă nava tyranniană furată de Farrill este urmărită de o flotă de nave tyranniene conduse de Simok Aratap, Comisarul tyrannian. Alături de el se află Directorul, îngrijorat de starea fiului și fiicei sale. Flota se menține la distranță, pentru ca nu cumva Farrill să îi descopere și găsesc locul din nebuloasă în care aterizează acesta.
Autarhul este convins că au ajuns pe planeta rebeliunii, dar nu găsesc niciun semn de viață. În timp ce instalează un transmițător radio, Farrill îl acuză pe Autarh că l-a predat pe tatăl său în mâinile Tyrannienilor, din cauză că se temea de reputația în creștere a lui. Autarhul confirmă că el a orchestrat moartea tatălui lui. Cu ajutorul secretarului Autarhului, rușinat de gestul acestuia, Farrill îl învinge pe Autarh în luptă, dar e făcut prizonier de flota tyranniană care aterizează pe planetă. În timpul interogatoriului condus de Aratap, secretarul îl ucide pe Autarh pentru ca acesta să nu poată revela coordonatele lumii pe care se desfășoară rebeliunea. Însă, înainte de a muri, Autarhul reușește să divulge aceste coordonate.
Gilbret reușește să scape și dezactivează hipermotoarele, dar este ucis. Nava sare la coordonatele primite de la Autarh, dar ajung într-un sistem în care nu se află decât o pitică roșie. Convins că nu există o planetă pe care să aibă loc o rebeliune, Aratap îi eliberează pe Farrill și pe ceilalți. Biron și Artemisia se căsătoresc, dar Aratap îș avertizează că nu va fi ales Director niciodată.
Totuși, există o rebeliune în plină desfășurare, localizată chiar pe Rhodia, iar Directorul este cel care o conduce. El dă impresia unui bătrrân nervos și timid tocmai pentru a îndepărta suspiciunile de la el și de la planeta sa. În posesia sa se află niște documente care vor ajuta un viitor imperiu să conducă galaxia (probabil Trantor). Acest document este Constituția Statelor Unite ale Americii.

### Capitolele cărții
| 1. Murmurul dormitorului 2. Capcană în spațiu 3. Șansa și ceasul de mână 4. Liber? 5. Capul nu stă liniștit pe umeri 6. Cine poartă coroana? 7. Muzician al minții 8. Fustele unei doamne 9. ...Pantalonii unui stăpân 10. Poate! 11. Și totuși, poate nu! | 12. Sosește Autarhul 13. Autarhul rămâne 14. Autarhul pleacă 15. Gaura din spațiu 16. Copoii 17. Vânătoarea! 18. Scăpați din ghearele înfrângerii 19. Înfrângere! 20. Unde? 21. Aici? 22. Acolo! |

## Opinii critice
Asimov scria în autobiografia sa că geneza ideii Constituției îi aparține lui H. L. Gold, editorul revistei Galaxy. Asimov era de părere că Gold acorda prea multă putere Constituției ca document și, ulterior, l-a deranjat faptul că s-a lăsat convins de Gold să includă această intrigă secundară în cadrul romanului. Cu toate acestea, nu a eliminat în nicio ediție această intrigă.

Coperta celei de-a doua ediții apărute la Ed. Teora

La data apariției, recenzorul Groff Conklin a catalogat romanul ca "o dovadă de prim rang al unei povești pline de imaginație." în Astounding Science Fiction, Villiers Gerson a declarat romanul un succes, în ciuda personajelor sale "unidimensionale", datorită "talentului lui Asimov de a relata o poveste cu suspans." The New York Times a considerat romanul "o vibrantă poveste de aventuri dintr-un viitor îndepărtat."

## Traduceri în limba română
- 1994 - Pulbere de stele, Ed. Teora, Colecția SF nr. 3, traducere Andrei Bantaș, 224 pag., ISBN 973-601-100-3
- 1999 - Pulbere de stele, Ed. Teora, Colecția SF nr. 3, traducere Andrei Bantaș, 208 pag., ISBN 973-601-100-3
- 2013 - Imperiul II: Praf de stele (cartonată), Ed. Paladin, traducere Antuza Genescu, 272 pag., ISBN 978-606-93510-4-8